# ۵-برمو-۴-کلرو-۳-ایندولیل فسفات
۵-برمو-۴-کلرو-۳-ایندولیل فسفات (به انگلیسی: 5-Bromo-4-chloro-3-indolyl phosphate) یک ترکیب شیمیایی با شناسه پاب‌کم ۶۵۴۰۹ است. شکل ظاهری این ترکیب، بی‌رنگ است.